# Vantail
Synonyme de battant, le vantail (orthographe traditionnelle) ou ventail (de vent, orthographe rectifiée de 1990) est un panneau plein en bois, châssis vitré ou grille de fermeture (porte, fenêtre, placard, polyptyque) pivotant sur des gonds et fermant la baie d’une porte.

## Graphie
L'orthographe ventail est historique (XIIe siècle) et valide du fait de l'étymologie (vent). La réforme de l'orthographe de 1990 en fait une des rectifications orthographiques recommandées.

## Homophone
C'est un homonyme de ventail, également dérivé de vent, qui est la visière des casques ou heaumes clos par où passe l'air.

## Images

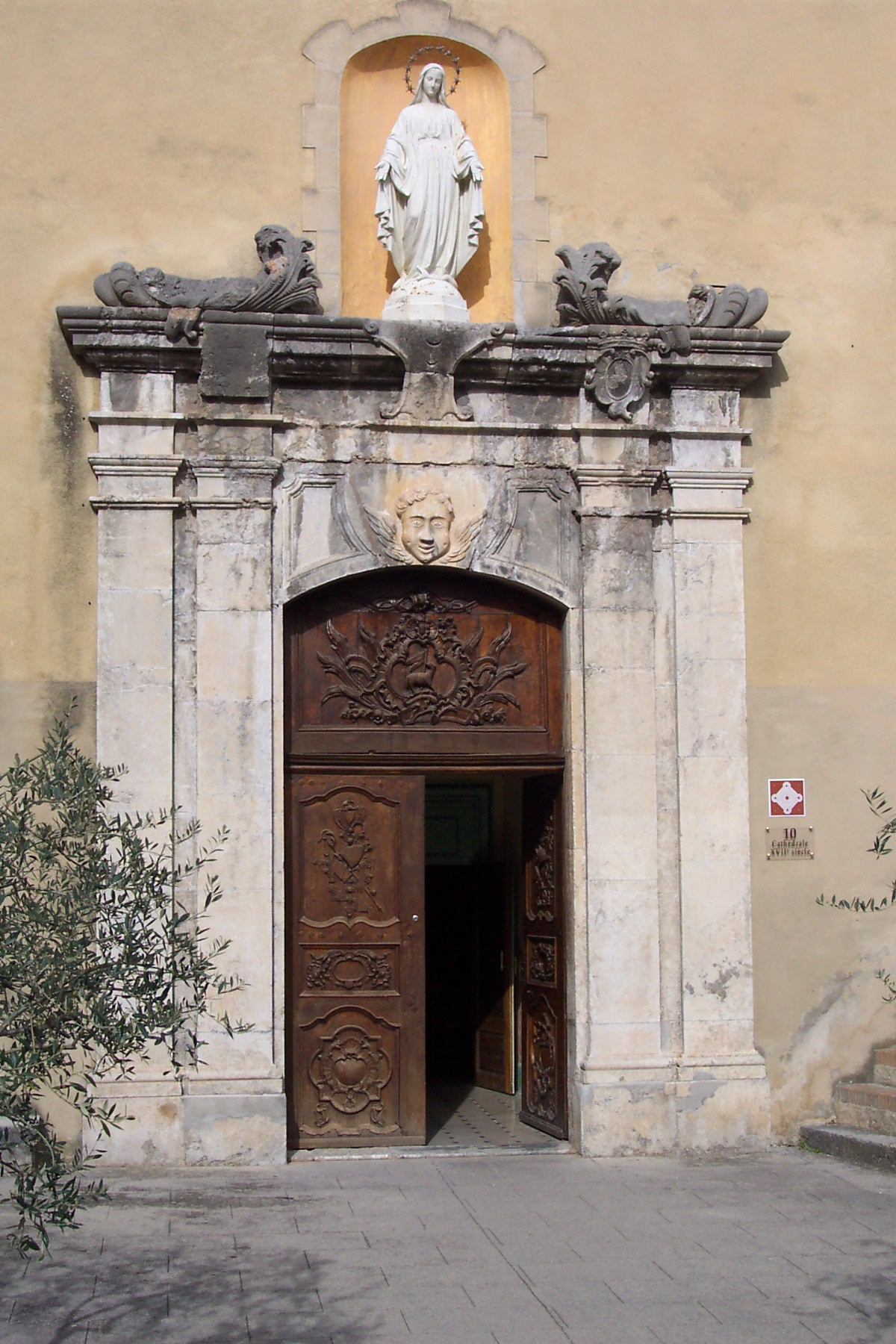
Vantail gauche comportant trois panneaux moulurés superposés. Les panneaux supérieurs et inférieurs sont chantournés, le petit panneau médian est de forme rectangulaire horizontale[2].
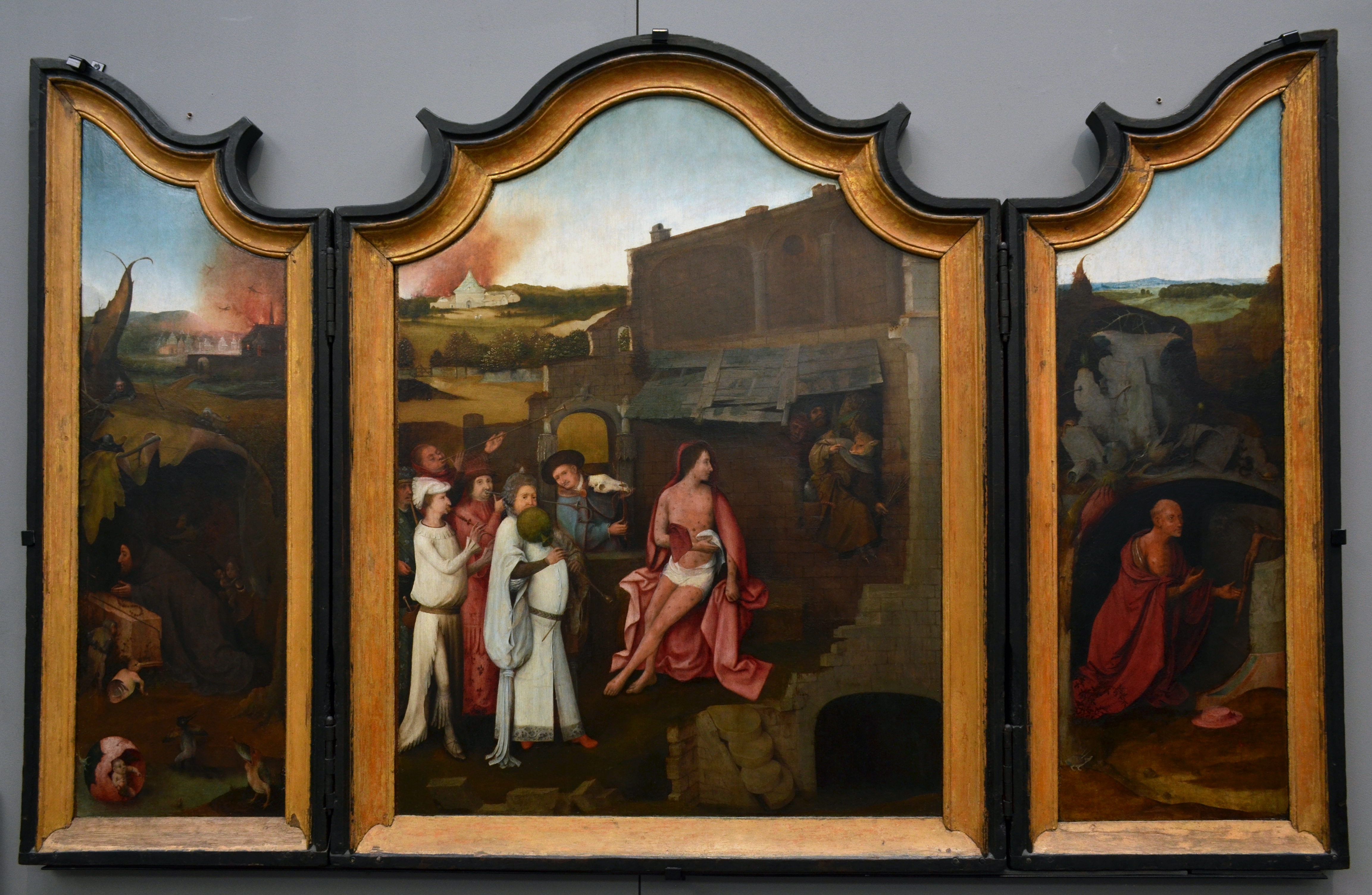
Les volets des triptyques correspondent à des vantaux.